# Parafia św. Tomasza Apostoła w Kietrzu
Parafia św. Tomasza Apostoła w Kietrzu – parafia rzymskokatolicka należąca do dekanatu Kietrz diecezji opolskiej. Mieści się przy ulicy Kościelnej. Posługę w parafii pełnią Księża Pallotyni.

## Historia
Erygowana w 1266. Należała pierwotnie do diecezji ołomunieckiej, a przed powstaniem dekanatu kietrzańskiego w 1729 do dekanatu opawskiego. Kościół parafialny zbudowany w 1428 roku, wielokrotnie ulegał zniszczeniu przez pożary, odbudowany został w latach 1720–1722. Po 1742 parafia została odcięta od diecezjalnego Ołomuńca i stała się centrum tzw. dystryktu kietrzańskiego. W 1863 liczyła 7339 katolików, 83 niekatolików, 158 żydów, niemiecko- i morawskojęzycznych. Od końca II wojny światowej w granicach Polski. W diecezji opolskiej od 1972. Od 26 sierpnia 2020 roku posługę w parafii podjęli pallotyni. 
Do parafii należy kościół Trzech Króli w Kietrzu.